# Мухаджиры (Пакистан)
Мухаджиры (урду مہاجر‎ — переселенцы, мигранты) — эмигранты-мусульмане полиэтнического происхождения, а также их потомки, которые мигрировали из различных регионов Индии в Пакистан, после обретения последним независимости. Хотя их родные языки были различны, но большинство говорило на урду.

## Этимология
Слово «мухаджир» было заимствовано в урду из арабского языка, оно связано с ранним периодом исламской истории. После получения Пакистаном независимости в ходе распада Британской Индии многие оставшиеся на территории Индии мусульмане мигрировали в Пакистан по собственной воле или были к этому принуждены. Также между Индией и Пакистаном произошёл обмен населением. Незадолго до этого в регионе Пенджаб в результате столкновений погибли, по разным данным, от 200 тысяч до 2 миллионов человек. По оценке Управления Верховного комиссара ООН по делам беженцев, общее число людей, которым пришлось сменить место жительства в результате распада Британской Индии, составило около 14 миллионов человек, это была крупнейшая миграция населения в истории человечества.